# Neozygina apacha
Neozygina apacha är en insektsart som först beskrevs av Baker 1925.  Neozygina apacha ingår i släktet Neozygina och familjen dvärgstritar. Inga underarter finns listade i Catalogue of Life.